# George Chakiris
George Chakiris (n. 16 septembrie 1934, Norwood⁠(d), Ohio, SUA) este un actor american. A obținut Premiul Oscar pentru cel mai bun actor în rol secundar în anul 1961. 
S-a născut la Norwood, Ohio, într-o familie de imigranți greci (Steven Chakiris și Zoe, născută Anastasiadou)

## Filmografie
| An   | Film                                   | Rol                                   | Note                                                                                                  |
| ---- | -------------------------------------- | ------------------------------------- | --- |
| 1947 | Song of Love                           | Choir boy                             | ca George Kerris                                                                                      |
| 1951 | The Great Caruso                       | Dancer                                | necreditat                                                                                            |
| 1952 | Stars and Stripes Forever              | Ballroom dancer                       | necreditat                                                                                            |
| 1953 | Give a Girl a Break                    | Dancer                                | necreditat                                                                                            |
| 1953 | Second Chance                          | Background Observer in Dance Sequence | necreditat                                                                                            |
| 1953 | Gentlemen Prefer Blondes               | dancer                                | |
| 1953 | The 5,000 Fingers of Dr. T             | Dancer                                | as George Kerris                                                                                      |
| 1954 | There's No Business Like Show Business |                                       | |
| 1954 | The Country Girl                       | Dancer with pick                      | nemenționat                                                                                           |
| 1954 | White Christmas                        | Dancer in 'Mandy' and 'Love' numbers  | necreditat                                                                                            |
| 1954 | Brigadoon                              | Specialty dancer                      | necreditat                                                                                            |
| 1955 | The Girl Rush                          | Chorus boy, 'Hillbilly Heart' number  | necreditat                                                                                            |
| 1956 | Meet Me in Las Vegas                   | Young groom                           | ca George Kerris                                                                                      |
| 1957 | Under Fire                             | Pvt. Steiner                          | necreditat                                                                                            |
| 1961 | West Side Story                        | Bernardo Nunez                        | Academy Award for Best Supporting Actor Golden Globe Award for Best Supporting Actor - Motion Picture |
| 1962 | Two and Two Make Six                   | Larry Curado                          | |
| 1963 | Diamond Head                           | Dr. Dean Kahanna                      | |
| 1963 | Fata lui Bube                          | Bebo                                  | |
| 1963 | Kings of the Sun                       | Balam                                 | |
| 1964 | The High Bright Sun                    | Haghios                               | |
| 1964 | 633 Squadron                           | Lt. Erik Bergman                      | |
| 1964 | Flight from Ashiya                     | 2nd Lt. John Gregg                    | |
| 1966 | Arde Parisul?                          | GI in tank                            | |
| 1966 | Il Ladro della Gioconda                | Vincent                               | |
| 1967 | Les Demoiselles de Rochefort           | Étienne                               | |
| 1968 | Sharon vestida de rojo                 |                                       | |
| 1968 | Le Rouble à deux faces                 | Eric Ericson                          | |
| 1969 | The Big Cube                           | Johnny Allen                          | |
| 1979 | Why Not Stay for Breakfast?            | George Clark                          | |
| 1982 | Jekyll and Hyde... Together Again      | Himself                               | |
| 1990 | Pale Blood                             | Michael Fury                          | |

## Apariții televizate selecte
| An        | Film                     | Rol                          | Note                                          |
| --------- | ------------------------ | ---------------------------- | --------------------------------------------- |
| 1956      | Ford Star Jubilee        |                              | episodul "You're the Top"                     |
| 1969      | The Jackie Gleason Show  |                              | episodul "Mousey the Dip"                     |
| 1970–1975 | Medical Center           | Alex Solkin                  | 3 episodes                                    |
| 1972      | Hawaii Five-O            | Chris Lahani                 | 1 episode                                     |
| 1974      | The Partridge Family     | Capt. Chuck 'Cuddles' Corwin | episodul "Anchors Aweigh"                     |
| 1974      | Thriller                 | Robert Stone                 | episodul "Kiss Me and Die"                    |
| 1974      | Notorious Woman          | Frédéric Chopin              | TV miniserial                                 |
| 1978      | Wonder Woman             | Carlo Indrezzano             | episodul "Death in Disguise"                  |
| 1978      | Return to Fantasy Island | Pierre                       |                                               |
| 1982      | Fantasy Island           | Captain Claude Dumont        | episodul "The Magic Camera/Mata Hari/Valerie" |
| 1983      | CHiPs                    | Bernard DeJardine Fox Trap   | TV episode                                    |
| 1983      | Matt Houston             | Brett Cole                   | episodul The Showgirl Murders                 |
| 1984      | Matt Houston             | Clark Sawyer                 | episodul "Waltz of Death"                     |
| 1984      | One Life to Live         |                              | unknown episodes                              |
| 1984      | Poor Little Rich Girls   | Prince Rudolph               | episodul "The Gentleman Caller"               |
| 1984      | Nihon no omokage         | Lafcadio Hearn               | miniserial                                    |
| 1984      | Scarecrow and Mrs. King  | Angelo Spinelli              | episodul "Lost and Found"                     |
| 1985      | Hell Town                | Ric Montenez                 | episodul "Let My Jennie Go"                   |
| 1986      | Dallas                   | Nicholas                     | 14 episodes.                                  |
| 1988      | Santa Barbara            | Daniel Espinoza              |                                               |
| 1989      | Murder, She Wrote        | Eric Bowman                  | episodul "Weave a Tangled Web"                |
| 1989–1990 | Superboy                 | Professor Peterson           | 9 episodes                                    |
| 1992      | Human Target             | Robillard                    | episodul "Chances Are"                        |
| 1995      | Les Filles du Lido       | Saskia                       | miniserial                                    |
| 1996      | Last of the Summer Wine  | Max Bernard                  | episodul "Extra! Extra!"                      |